# Audi e-tron (Francfort)
Pour les articles homonymes, voir Audi e-tron (homonymie).
L'Audi e-tron (également appelée e-tron Frankfurt Showcar) est une voiture électrique développée par Audi et présentée pour la première fois au Salon de l'automobile de Francfort 2009. Elle appartient à la marque e-tron.

## Aperçu

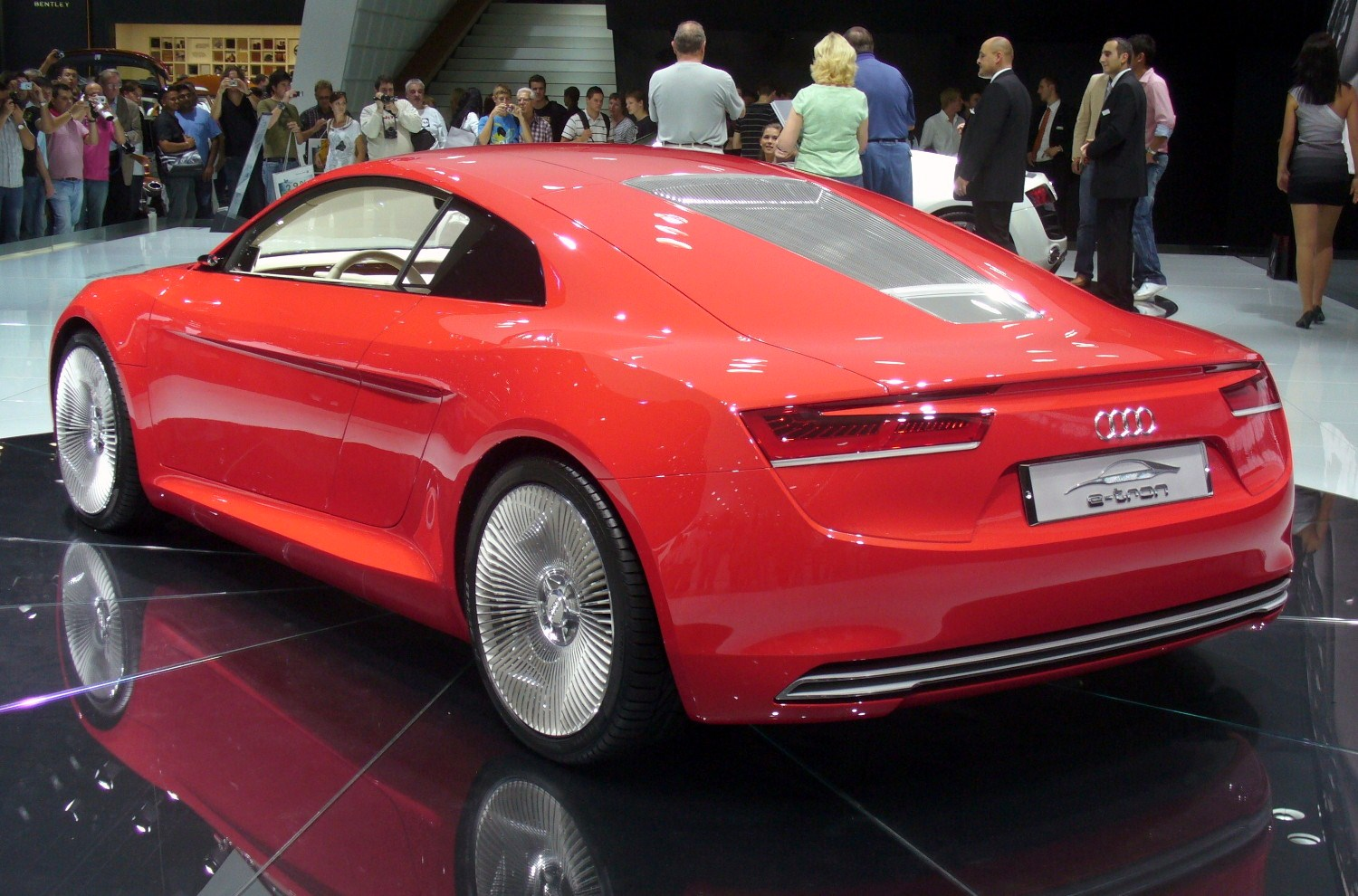
Vue arrière de l’Audi e-tron

Contrairement à la plupart des voitures électriques plus récentes, l'e-tron est une voiture de sport. Son design reprend celui de la R8, mais il apparaît plus futuriste.
L'e-tron accélère de 0 à 100 km/h en 4,8 secondes, et il lui faut 4,1 secondes pour passer de 60 à 120 km/h. La vitesse de pointe est limitée à 200 km/h par le constructeur pour protéger l'accumulateur. L’autonomie maximale est de 248 km.
Le châssis de la voiture de 1 600 kg est en aluminium, la coque est en plastique renforcé de fibres de carbone.

## Technologie

### Moteur
L'Audi e-tron (Frankfurt-Showcar) dispose au total de quatre moteurs asynchrones, un par roue. Un couple différent peut être appliqué à chaque roue selon les besoins. Les quatre moteurs génèrent ensemble une puissance de 230 kW et environ 450 Nm de couple. L'Audi e-tron (Detroit-Showcar) possède deux moteurs asynchrones et un couple de 2 650 Nm.

### Accumulateur
L’accumulateur lithium-ion est installé derrière les sièges de l'e-tron. Il pèse 470 kg et a une capacité nominale de 53 kWh, mais seulement 42,4 kWh peuvent être utilisés. Une charge complète de l’accumulateur prend de six à huit heures à partir d'une prise domestique, une station de recharge à grande vitesse raccourcit le processus à 2,5 heures. Un câble se trouve à l'arrière.

### Caractéristiques techniques
L'e-tron présente un certain nombre de nouveaux développements techniques. La récupération au freinage, qui est déjà utilisée dans d'autres voitures électriques, peut également être trouvée ici. Cependant, les freins électromécaniques qui fonctionnent entièrement sans hydraulique augmentent l'efficacité de cette technique. De plus, pour la première fois dans une voiture, une pompe à chaleur est utilisée, elle utilise la chaleur émise par les moteurs pour le chauffage. Les refroidisseurs de l'e-tron sont variables et ne s'ouvrent que lorsque cela est nécessaire.

## Autres versions
Article principal : Audi e-tron (homonymie)

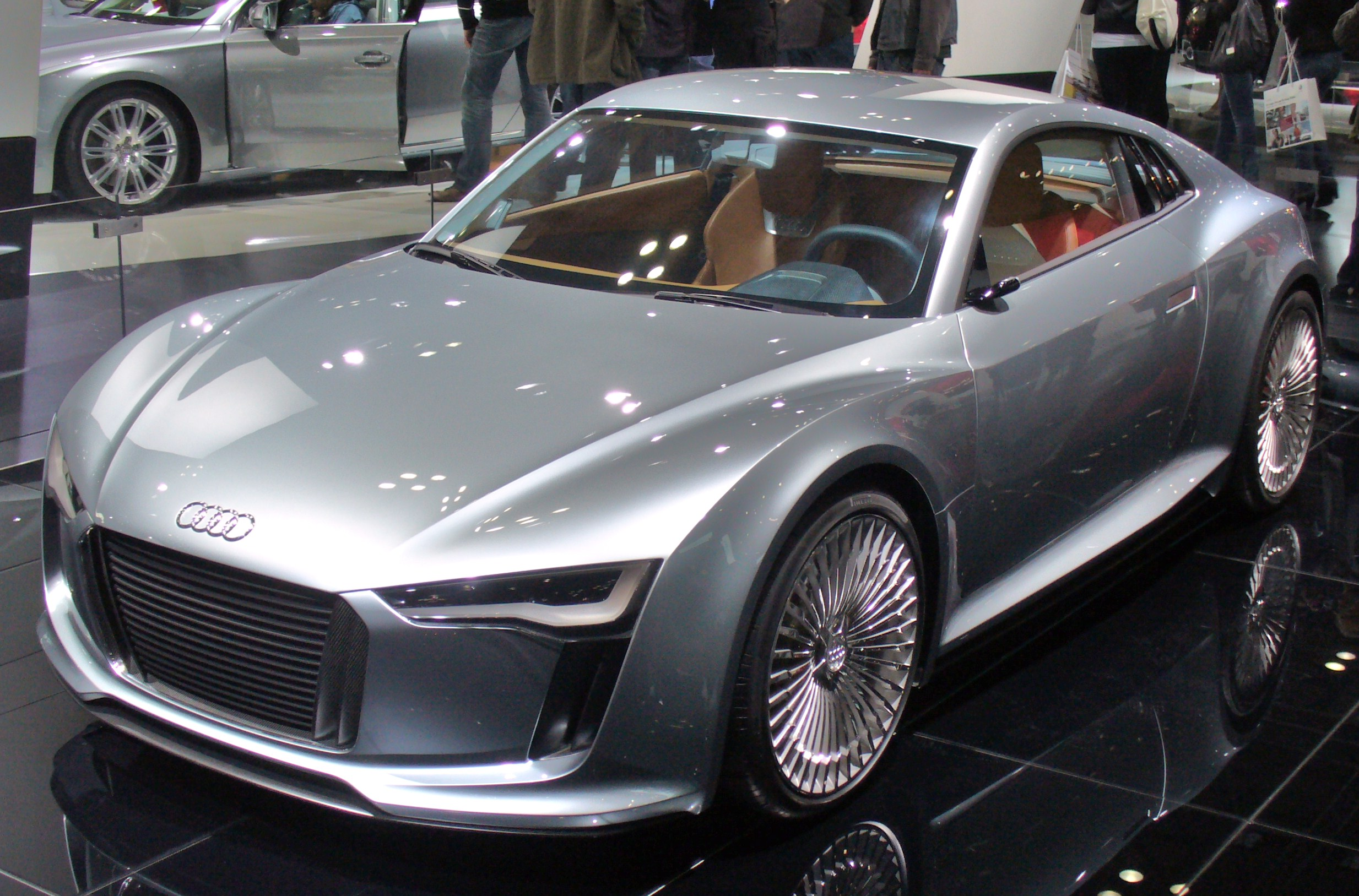
L'Audi e-tron Detroit 2010 à Auto Mobil International 2010

Une autre version de l'e-tron a été présentée au Salon international de l'automobile d'Amérique du Nord 2010. L’e-tron Detroit Showcar est plus compacte et moins puissante que son homologue de Francfort. L'accent a été davantage mis sur l'intérieur et des concepts de fonctionnement innovants via smartphone.
L'Audi A1 e-tron a été présentée au Salon international de l'automobile de Genève. Il s'agit d'une version hybride de l'A1 avec un moteur électrique de 75 kW et un moteur Wankel en tant que prolongateur d'autonomie.
L'étude Spyder a été présentée au Mondial de l'Automobile de Paris 2010. Le design du cabriolet est basé sur celui de l'e-tron de Francfort. Techniquement, cependant, la Spyder est une voiture hybride rechargeable avec moteur diesel. Grâce à l'interaction d'un moteur diesel six cylindres trois litres de 221 kW et de deux moteurs électriques, qui fonctionnent sur l'essieu avant, d'un total de 64 kW, la limite de 100 km/h devait être atteinte en 4,4 secondes. La consommation standard devrait être de 2,2 litres de diesel aux 100 km.
Enfin, le dernier concept de la marque e-tron a été présenté au Salon de l'automobile de Shanghai 2011. L'A3 e-tron Concept est à nouveau un véhicule hybride rechargeable, composé d'un moteur TFSI de 1,4 l (155 kW/211 ch) et d'un moteur électrique de 20 kW. La puissance totale du système de la berline est donc de 175 kW (238 ch).